# Le Dernier Seigneur des Balkans
Le Dernier Seigneur des Balkans est une série télévisée française en 4 épisodes de 90 minutes créée en 2005.
Le dernier Seigneur des Balkans est une histoire biographique et historique sur le sort de Zulfikar Bey, un descendant des seigneurs ottomans de la région des lacs. Le film s'inspire du roman de Necati Cumali. Une histoire sur le sort d'une famille dans le contexte des changements sociaux et politiques en Macédoine au tournant des XIXe et XXe siècles. À commencer par les mouvements d'indépendance, en passant par les guerres balkaniques, les occupations italiennes et allemandes, jusqu'à l'époque communiste.

## Synopsis
1. L'Empire du vent, 1892-1914
Le film commence avec la naissance de Zulfikar, le fils tant attendu de Riza Bey et l'héritier du domaine de Goriçka, dans la région des lacs de Macédoine. En 1907, Zulfikar est envoyé dans un lycée de Thessalonique et à son retour, il retrouve son ancien amour, Esma la fille du meunier, le sentiment d'enfance s'est transformé en passion. Zulfikar, ignorant qu'elle est enceinte, l'abandonne, et elle, ne voulant pas être mère sans époux, épouse Mustafa, qui aide le meunier. Une femme juive du nom de Miriam, avec laquelle Zulfikar Bey s'est marié, est également venue au palais de avec les réfugiés de Thessalonique. Mustafa a été abattu dans l'armée turque pour désertion, et Esma élève seule son fils Rasit. En 1913, après la défaite de la Turquie dans les guerres des Balkans, la région a été divisée entre la Grèce, la Bulgarie, la Serbie et l'Albanie. Goriçka a été incorporée à la Grèce. Le 28 juin 1914, un fanatique serbe abattit l'archiduc Ferdinand et Zulfikar voit la naissance de son fils Suleiman.
2. Les fils de l'aigle, 1916-1924
Les troupes françaises arrivent en Macédoine pendant la Première Guerre mondiale. En 1915, Zulfikar, en tant qu'officier de liaison de l'armée turque, a peu d'occasions de voir son fils Suleiman et ignore également que son fils illégitime Rasit est élevé à proximité. Au cours d'un incident, Zulfikar tue un soldat français, mais est libéré par le forgeron Mesit. En 1917 à Goriçka, Zulfikar est capturé par les Français, mais est rapidement libéré, puis se réfugie dans l'unité du gang noir d'Ali Bulgar. En septembre 1918, il y a un armistice et des soldats français tentent de retrouver Zulfikar, et quand sa femme Miriam ne l'a pas remis, ils l'abattent. Le 1er novembre 1918, l'amnistie est annoncée en Macédoine.
En 1923, après les massacres populations grecques et turque, à la suite de la guerre gréco-turque, un échange de population a été effectué entre la Grèce et la Turquie. Saliho Hani est resté à Goriçka et Zulfikar est parti pour Korçë en Albanie. En 1923, Zulfikar reçoit du Premier ministre Zog, une mission de défense des frontières de l'Albanie contre les Grecs. Zulfikar rencontre des combattants grecs qui ont attaqué le moulin et ont tiré sur le meunier. Zulfikar emmène Esma et son fils Rasit chez lui à Korçë. Esma a repris une usine de tissage à proximité où elle a embauché d'autres femmes.
Un représentant de l'opposition politique, l'évêque orthodoxe Fan Noli, se rend au domicile de Zulfikar, essayant de le persuader de coopérer avec l'opposition. Zulfikar est élu au parlement de Tirana, où lors de la première session il y a une attaque contre Zog, qui fuit le pays, et Fan Noli prend le relais. Zulfikar emmène son fils Suleiman à Korçë , en chemin, il lui a dit que: chez les montagnards, l'Albanie est appelée le pays des fils de l'aigle. Après un incident avec Rasit, Suleiman s'échappe à Goriçka.
3. Le camarade rouge, 1924-1943
Suleiman s'est enfui à cheval vers Goriçka. Dans la lettre qu'il a envoyée, Zog demande de l'aide à Zulfikar. Zulfikar se rend au manoir de Fan Noli, le persuadant de partir, et en entrant, Zog le nomme colonel. En 1928, Zog est devenu roi d'Albanie sous le nom de Zog I. Élève du secondaire, Rasit est influencé par le communiste, et lorsqu'il est arrêté, Zulfikar intervient auprès du roi Zog pour sa libération. Zulfikar était contre l'alliance de l'Albanie avec l'Italie. Suleiman épouse Pembe. En 1939, le roi Zog I s'est enfui en Grèce et les Italiens occupent l'Albanie.
En mai 1939 débute la mobilisation en Grèce et Suleiman s'est enrôlé dans l'armée. Après un conflit avec un soldat italien, Zulfikar a été arrêté et à travers les barreaux, un prêtre le marie avec Esma. Après le départ des Italiens, Suleiman a libéré Zulfikar et le blessé Omer est mort. En 1941, l'Allemagne occupe la Grèce et les communistes commencent à agir en public. Zulfikar a rejoint la résistance et a rencontré Rasit dans la guérilla communiste qui a dit qu'il n'était "pas Rasit, mais le camarade rouge". Zulfikar et Esma se sont échappés de l'unité lorsque les partisans ont fait sauter le pont. Hikmet, le maire de Goriçka, a été abattu avec d'autres otages. Suleiman s'est vu proposer de quitter le pays, mais a refusé. En raison de son mariage avec Miriam, une femme juive, Suleiman doit porter l'étoile de David et en avril 1943, avec sa petite fille Eleni, il est envoyé au camp de concentration de Buchenwald.
4. L'or du diable, 1943-1949
En 1941, le sud de la Macédoine est occupé par les alliés de l'Allemagne: l'Italie et la Bulgarie. En septembre 1943, après le débarquement allié en Sicile, l'Italie se rendit et, en 1943-1944, l'Albanie fut occupée par les Allemands. Des unités de guérilla communistes dans lesquelles Rasit combat et des unités de guérilla du roi Zog dans lesquelles Zulfikar Bey combat sont actives dans le pays. En raison de la trahison d'un chanteur de Monastir, Esma et d'autres personnes ont été abattues au moulin par les Bulgares. En novembre 1944, le monastère est libéré et la foule accueille les communistes avec enthousiasme. Pendant les combats devant le bâtiment du ministère de la Guerre, Rasit entre et, après avoir examiné les dossiers de son père Mustafa, trouve une lettre indiquant qu'il est le fils de Zulfikar. Enver Hoxha a commencé des purges contre des opposants politiques. Zulfikar a été présenté à un peloton d'exécution, mais il échappe à l'exécution à la dernière minute et la peine a été commuée en confiscation de ses biens. En février 1945, après la conférence de Yalta, les Balkans sont placés sous influence soviétique et la Grèce reste sous influence occidentale. Zulfikar travaille dans la coopérative de production. Suleiman est revenu du camp de concentration de Buchenwald et a eu un fils. Suleiman, en accord avec Takis, a mené une campagne électorale contre les communistes. Sa femme, Pembe, partisane communiste, a fui avec l'enfant et Dmitri avec les partisans grecs après une dispute avec Suleiman. Zulfikar s'est lié d'amitié avec Vera, le conducteur de tracteur, originaire de Yougoslavie. En 1948, grâce à Pembe, à Thessalonique, Takis est enlevé en Yougoslavie par des partisans grecs. Convoqué par Rasit, Zulfikar a donné aux ravisseurs une rançon en lingots d'or et a libéré Takis. En 1948, Joseph Tito a été condamné et Staline et a rompu la coopération avec la Yougoslavie. Zulfikar et Vera ont fui à Goriçka, mais Suleiman ne les a pas acceptés. A leur retour en Albanie, ils sont détenus par une unité militaire. Lors de l'interrogatoire de Rasit, Zulfikar, accusé de s'être approprié les lingots d'or, se suicide en sautant par la fenêtre. Le film se termine avec les kidnappeurs de Takis étant abattus et Takis tirant sur Pembe et, tenant son petit fils dans ses bras, dit: "... vous êtes le dernier seigneur des Balkans".

## Distribution
- Arnaud Binard : Zulfikar Bey
- Mélisandre Meertens : Esma
- Michaël Cohen : Suleyman
- Vagelis Rokos : Hikmet
- Stratos Tzortzoglou : Takis
- Mathieu Delarive : Rasit
- Petar Popyordanov : Enver Hoxha
- Candela Fernández: Miriam
- Marilita Lambropolulou: Pembe
- Tasos Noussias: Zog